# Julian Gamble
Julian Gamble (Durham, 15 settembre 1989) è un cestista statunitense.

## Palmarès
- Campionato italiano: 1

Virtus Bologna: 2020-2021